# Partido judicial de Tremp
El Partido judicial de Tremp es uno de los 49 partidos judiciales en los que se divide la Comunidad Autónoma de Cataluña, siendo el partido judicial n.º 1 de la provincia de Lérida.
El ámbito territorial, que viene regulado por el Real Decreto 529/1983, de 9 de marzo, comprende las localidades de :
Abella de la Conca, Alins, Alto Aneu, Bajo Pallars, Castell de Mur, Conca de Dalt, Espot, Esterri de Aneu, Esterri de Cardós, Farrera, Gabet de la Conca, Isona y Conca Dellá, La Guingueta, La Torre de Cabdella, Lladorre, Llavorsí, Llimiana, El Pont de Suert, Puebla de Segur, Rialp, Salás de Pallars, San Esteban de la Sarga, Sarroca de Bellera, Senterada, Soriguera, Sort, Talarn, Tirvia, Tremp, Valle de Bohí, Valle de Cardós y Vilaller.